# Alberto Grifi
Alberto Grifi (* 29. Mai 1938 in Rom; † 22. April 2007 ebenda) war ein italienischer Experimental-Filmschaffender.

## Leben
Grifi begann seine Tätigkeit im Filmbereich 1963, als er mit Carmelo Bene und Pepe Lenti einen mit Stand- und Handkamera gedrehten Film über das Theaterprojekt Cristo '63 drehte. Im Folgejahr entstand mit Verifica incerta ein dem Dadaismus verpflichteter Versuch zum Hollywoodkino, den er mit Gianfranco Baruchello verantwortete und der die Kritiker und Pariser Künstlerszene beeindruckte. Darauffolgende Projekte vermengten Dokumentarisches mit Inszeniertem, Reiseerlebnisse und Theateraufführungen. 1967 war mit No stop grammatica ein 12-stündiges Happening in der Bücherei Feltrinelli auf Film gebannt worden. Grifi beschäftigte sich dann erneut mit Theateraufführungen und drehte einen Dokumentarfilm über das Vernichtungslager Auschwitz, an dem, Monica Vitti beteiligt war.
Im neuen Jahrzehnt hatte Grifi in filmischen Auseinandersetzungen mit der Drogenszene sein bedeutendstes Werk geschaffen: Anna, der erste auf Video gedrehte Film in Italien, verfolgte die langen Stunden einer Drogensüchtigen. Für die technische Umformung des Video- auf Filmmaterial hatte Grifi den „Vidigrafen“ erfunden. Filme, die die Zustände der Psychiatrie und der Gefängnisse beleuchteten, folgten. Anschließend arbeitet Grifi in den Vereinigten Staaten und in Frankreich.
Erneut in den USA, aber auch in seinem Heimatland, war Grifi während der 1980er Jahre mit Aufträgen für das Massachusett Institute for Technology und mit zahlreichen Radiosendungen, die für die RAI entstanden, beschäftigt. Daneben entstanden Industriefilme und Interviews, die auch einen großen Anteil seiner Arbeit im folgenden Jahrzehnt prägten. Daneben entstanden längere Werke; 1994 "Leoncavallo, i giorni dello sgombero" und drei Jahre später "Addo' sta Rossellini?".
2001 warf Grifi mit "A proposito degli effetti speciali" einen Rückblick auf den Underground-Film, den er selbst mitgeprägt hatte, und realisierte im Folgejahr mit Urla mute die Visualisierung einer Performance von Alessandra Vanzi.

## Filmografie (Auswahl)
- 1972: Anna (Anna)